# Memoriał Henryka Łasaka 2018
Il Memoriał Henryka Łasaka 2018, ventesima edizione della corsa, si svolse l'11 agosto 2018. Fu vinto dal polacco Mateusz Grabis della Voster Uniwheels Team davanti al russo Eduard Vorganov e al ceco Martin Boubal.

## Ordine d'arrivo (Top 10)
| Pos. | Corridore            | Squadra               | Tempo    |
| ---- | -------------------- | --------------------- | -------- |
| 1    | Mateusz Grabis       | Voster Uniwheels Team | 4h07'26" |
| 2    | Eduard Vorganov      | Minsk Cycling Club    | s.t.     |
| 3    | Martin Boubal        |                       | s.t.     |
| 4    | Pavel Stöhr          | Ac Sparta Praha       | s.t.     |
| 5    | Tomás Jakoubek       |                       | s.t.     |
| 6    | Adrian Banaszek      | Voster Uniwheels Team | a 1'25"  |
| 7    | Norbert Banaszek     | Wibatech Merx 7R      | s.t.     |
| 8    | Yuval Ben Moshe      |                       | s.t.     |
| 9    | Amine Ahmed Galdoune | Kobanya Cycling Team  | s.t.     |
| 10   | Tobiasz Pawlak       |                       | s.t.     |